# Ризаев, Рамиз Гасан Кули оглы
 Рамиз Гасан Кули оглы Ризаев  (азерб.  Ramiz Həsən Qulu oğlu Rizayev; род. 2 ноября 1939, Нахичевань) — азербайджанский учёный, доктор химических наук, действительный член НАНА (2001).

## Биография
Рамиз Ризаев родился 2 ноября 1939 года в городе Нахичевань Нахичеванской АССР Азербайджанской ССР. Окончил химический факультет Азербайджанского государственного университета. Защитил докторскую диссертацию по специальности «Химия нефти и нефтехимический синтез». 
В 1983 году избран член-корреспондентом, в 2001 действительным членом Академии наук Азербайджана. Преподавал курс физической химии в Азербайджанском государственном университете. Главный специалист Института химических проблем НАНА.
3 июля 1993 года Рамиз Ризаев был назначен полномочным представителем Азербайджанской Республики в Москве. 15 августа 1994 года Указом Президента Азербайджана назначен Чрезвычайным и Полномочным Послом Азербайджанской Республики в Российской Федерации. В 2005 году был отозван с занимаемой должности.

## Научная деятельность
Р. Ризаев — известный учёный в области гетерогенного катализа. Основные научные достижения связаны с разработкой теоретических и практических аспектов реакций мягкого и сопряженного окисления парафиновых, олефиновых и ароматических углеводородов и их функционально-замещённых. Им созданы патенточистые высокоэффективные каталитические системы для процессов окислительного аммонолиза ароматических углеводородов и на их основе новые, практически безотходные процессы получения целого ряда ароматических нитрилов. Провёл обширные исследования процессов оксидегидросочетания олефиновых и ароматических соединений и одностадийного окислительного дегидрирования парафиновых углеводородов.
Автор 160 опубликованных научных работ, 50 авторских свидетельств, 29 патентов.
Им подготовлено 26 кандидатов, 7 докторов наук.

## Некоторые научные работы
- R. G. Rizaev, E. A. Mamedov, E. G. Gamid-Zade. Mechanism of oxidative dehydrodimerization of propylene over Bi-Sn oxide catalysts (англ.) // Reaction Kinetics and Catalysis Letters. — 1978. — Vol. 8, no. 2. — P. 227-233. — ISSN 0133-1736.
- R. G. Rizaev, E. A. Mamedov, E. G. Gamid-zade, Yu. D. Pankratiev, A. R. Kuliev. Steady state of a bismuth-tin catalyst in the oxidative dehydrodimerization of propylene (англ.) // Reaction Kinetics and Catalysis Letters. — 1979. — Vol. 10, no. 1. — P. 19-23. — ISSN 0133-1736.
- R. G. Rizaev, P. G. Firuzi, V. P. Vislovskii, E. A. Mamedov. Oxidative dehydrodimerization of aromatic hydrocarbons on oxide catalysts (англ.) // Reaction Kinetics and Catalysis Letters. — 1981. — Vol. 16, no. 1. — P. 61-63. — ISSN 0133-1736.
- R. G. Rizaev, P.G. Firuzi, V.P. Vislovskii, E.A. Mamedov. Acid-base and catalytic properties of binary oxides in the oxidative dehydrodimerization of toluene.mht (англ.) // Reaction Kinetics and Catalysis Letters. — 1981. — Vol. 18, no. 3-4. — ISSN 0133-1736.
- R. G. Rizaev, P. G. Firuzi, E. A. Mamedov, F. M. Agaev. Kinetics and mechanism of oxidative dehydrodimerization of toluene on Pb-Sn oxide catalyst.mht (англ.) // Reaction Kinetics and Catalysis Letters. — 1984. — Vol. 24, no. 3-4. — P. 371-374. — ISSN 0133-1736.